# Муннян Дархан
Муння́н Дарха́н (якут. Мунньан Дархан) — князь (тойон) ханґаласького племені якутів, син Баджея (Дойдуси Дархана), батько легендарного князя Тиґина Дархана; жив у XVI столітті.
Муннян Дархан був сином ханґаласького князя Баджея і Ханґалас, однієї з чотирьох його дружин. Після смерті батька від рук повсталих тунгусів, Муннян став новим князем племені та продовжив боротьбу з тунгусами, у якій зазнав невдачі і, за матеріалами етнографа Ксенофонтова, «з усім сімейством був винищений тунгусами».